# Cerkiew Opieki Matki Bożej w Równi
Cerkiew Opieki Matki Bożej w Równi – dawna greckokatolicka cerkiew w Równi. Od 1969 kościół rzymskokatolicki.
Obiekt wpisany na listę zabytków w 1960 i włączony do podkarpackiego Szlaku Architektury Drewnianej.

## Historia
Cerkiew w Równi powstała w drugiej połowie XVIII wieku. Jako świątynia greckokatolicka funkcjonowała do 1951, kiedy ukraińscy mieszkańcy wsi zostali z niej wysiedleni. W następnych latach porzucona świątynia była wykorzystywana jako magazyn. Mimo tego w latach 60. XX wieku duża część jej wyposażenia była jeszcze w dobrym stanie, toteż obiekt został wpisany na listę zabytków, a zachowane w nim: ikonostas z XVII w., cztery ikony powstałe w następnym stuleciu oraz siedem chorągwi procesyjnych trafiły do muzeum w Łańcucie. W 1969 miejscowi wierni Kościoła rzymskokatolickiego, bez zgody administracji państwowej, rozpoczęli adaptację budynku cerkwi na kościół, umieszczając w jej wnętrzu zupełnie nowe obiekty liturgiczne. Oficjalnie obiekt przekazano Kościołowi łacińskiemu dopiero trzy lata później.

## Architektura
Cerkiew w Równi reprezentuje typ bojkowski. Jest trójdzielna, z wyróżniającą się wysokością i szerokością nawą. Wszystkie części obiektu nakryte są sferycznymi kopułami różnych rozmiarów. Całość otacza okap, okna w cerkwi są prostokątne, zaś kopuły wieńczą kute krzyże.

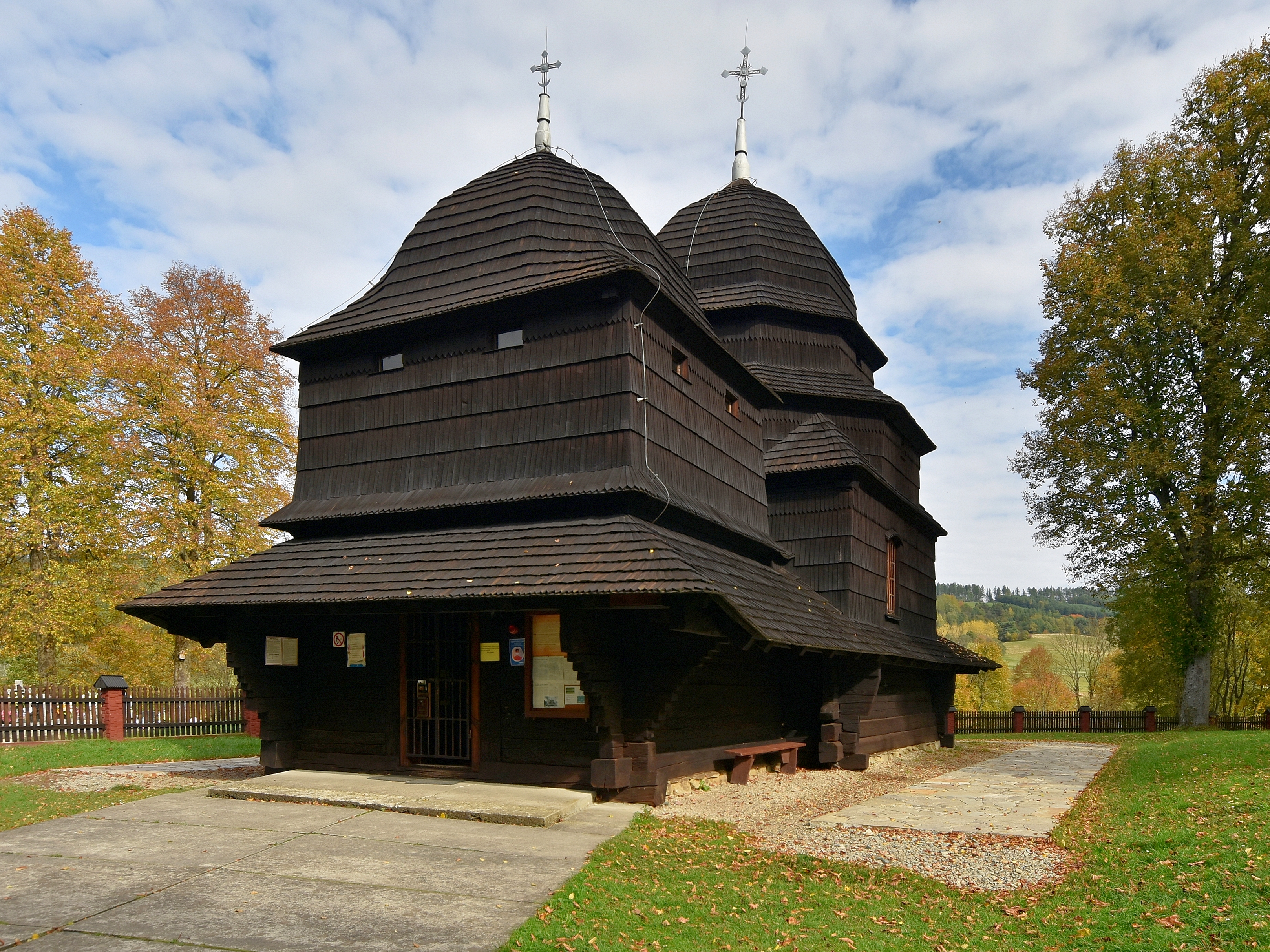
Elewacja frontowa
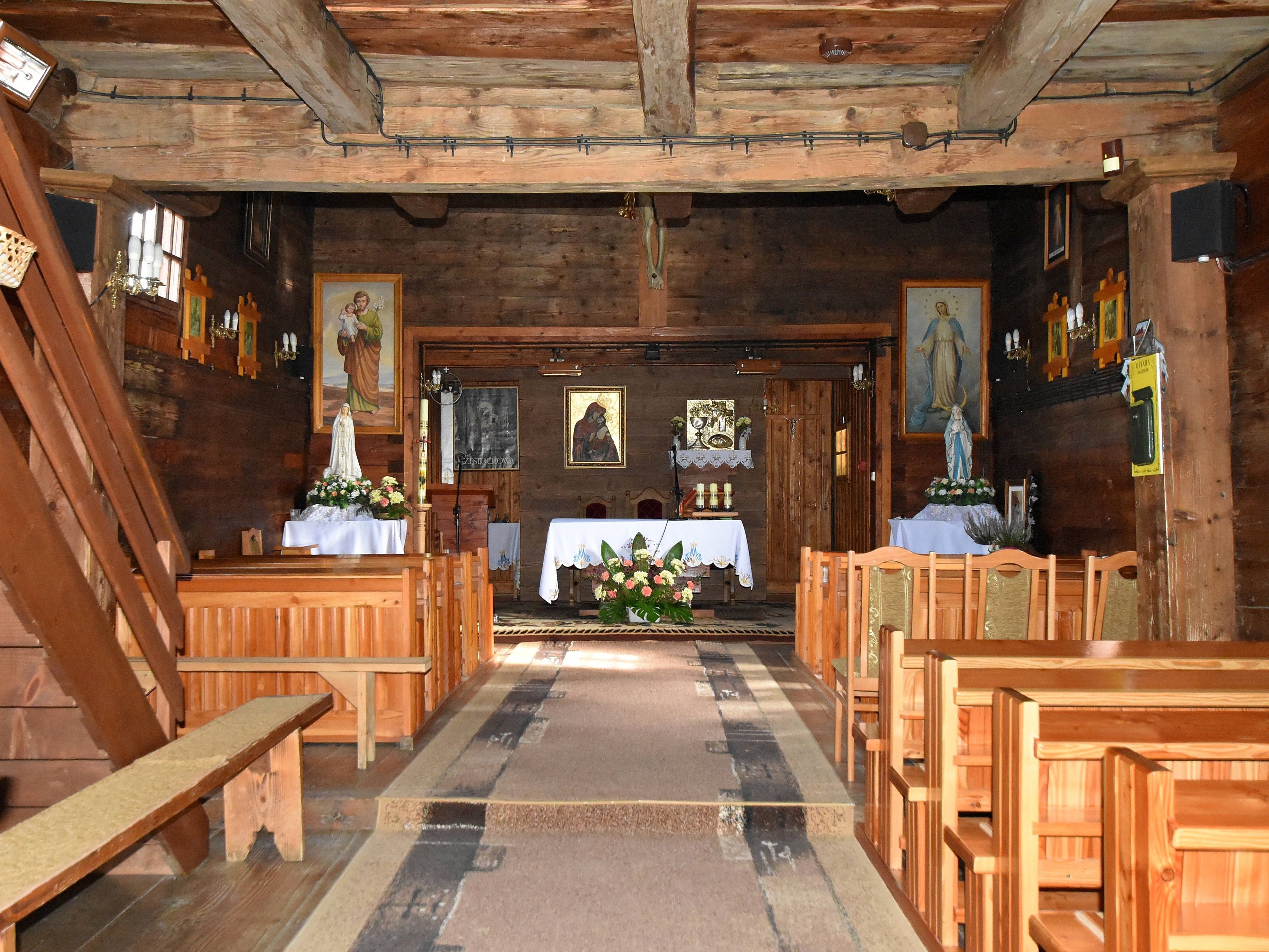
Wnętrze
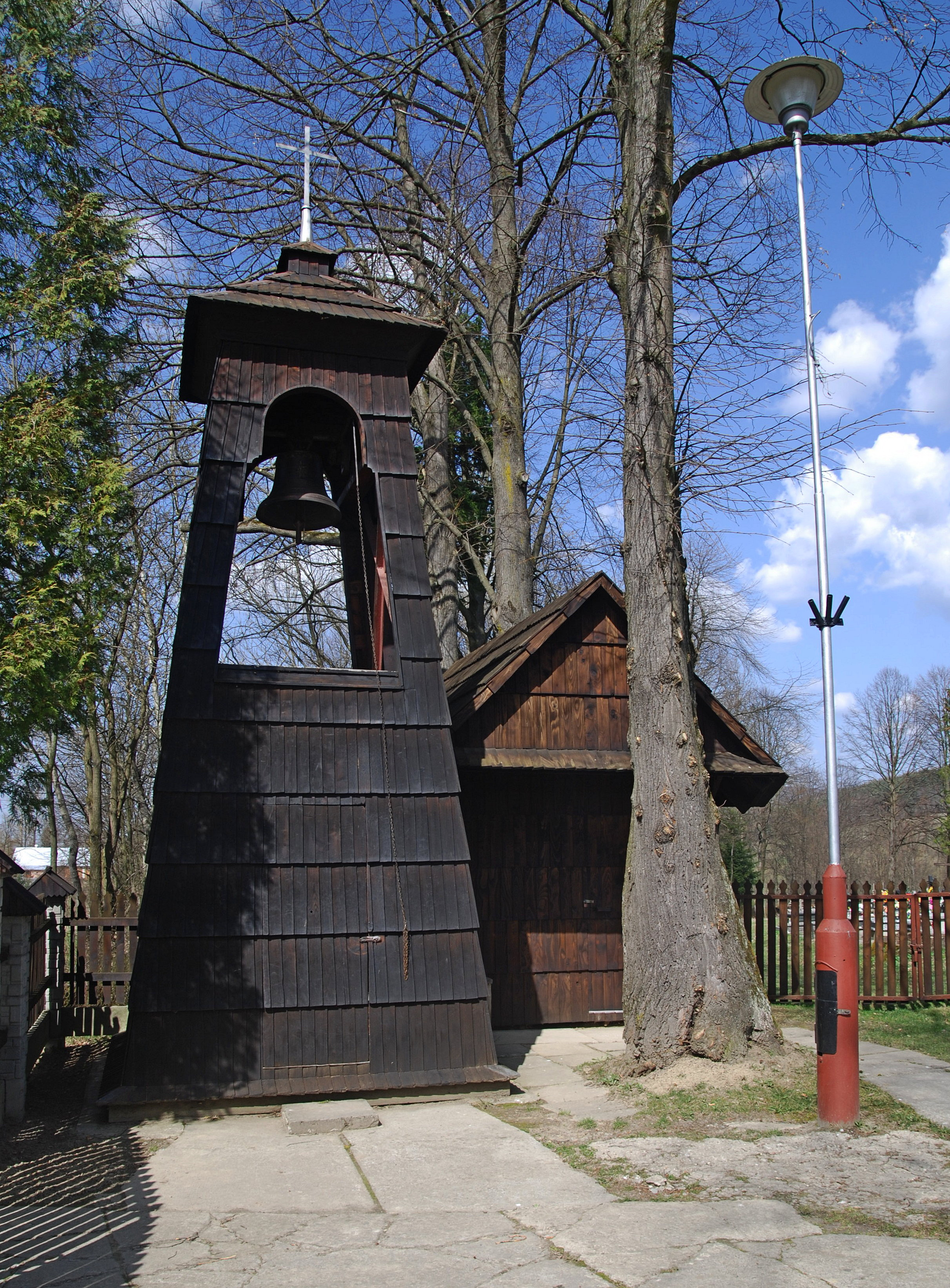
Dzwonnica